# Festung Stjepan grad

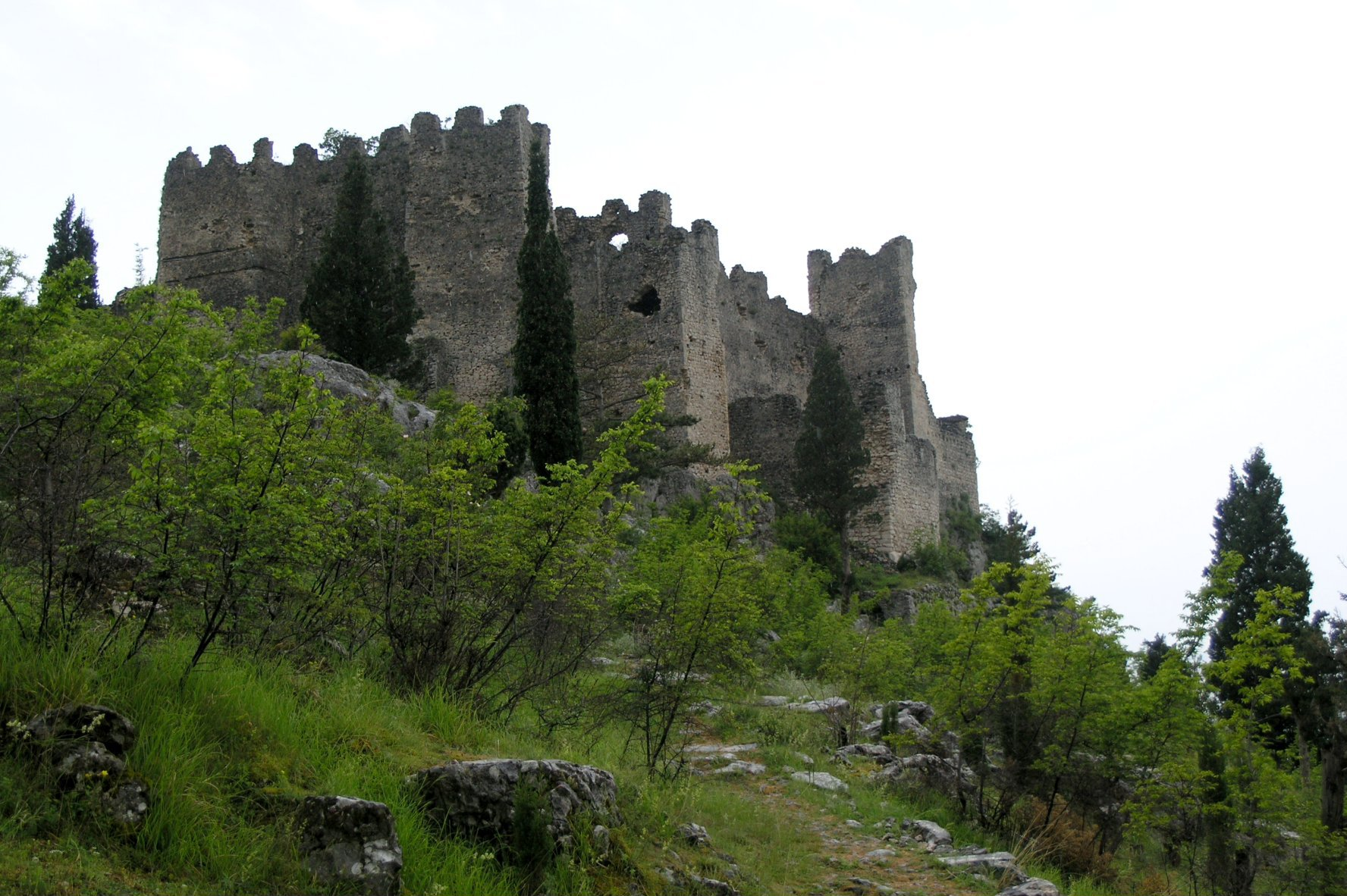
Stjepan grad

Stjepan Grad (bosnisch Tvrđava Stjepan grad) ist der auf Herzog Stjepan Vukčić Kosača zurückgehende Name einer Festung oberhalb der herzegowinischen Stadt Blagaj (in der Nähe von Mostar). Von der mittelalterlichen Festungsanlage sind nur noch Ruinen erhalten.

## Lage
Die Burg befindet sich auf einem das Tal beherrschenden felsigen Berg etwa 1000 Meter Luftlinie östlich vom Zentrum der Stadt. Südlich der Burg befindet sich mit Vrelo Bune eine starke Karstquelle.

## Geschichte

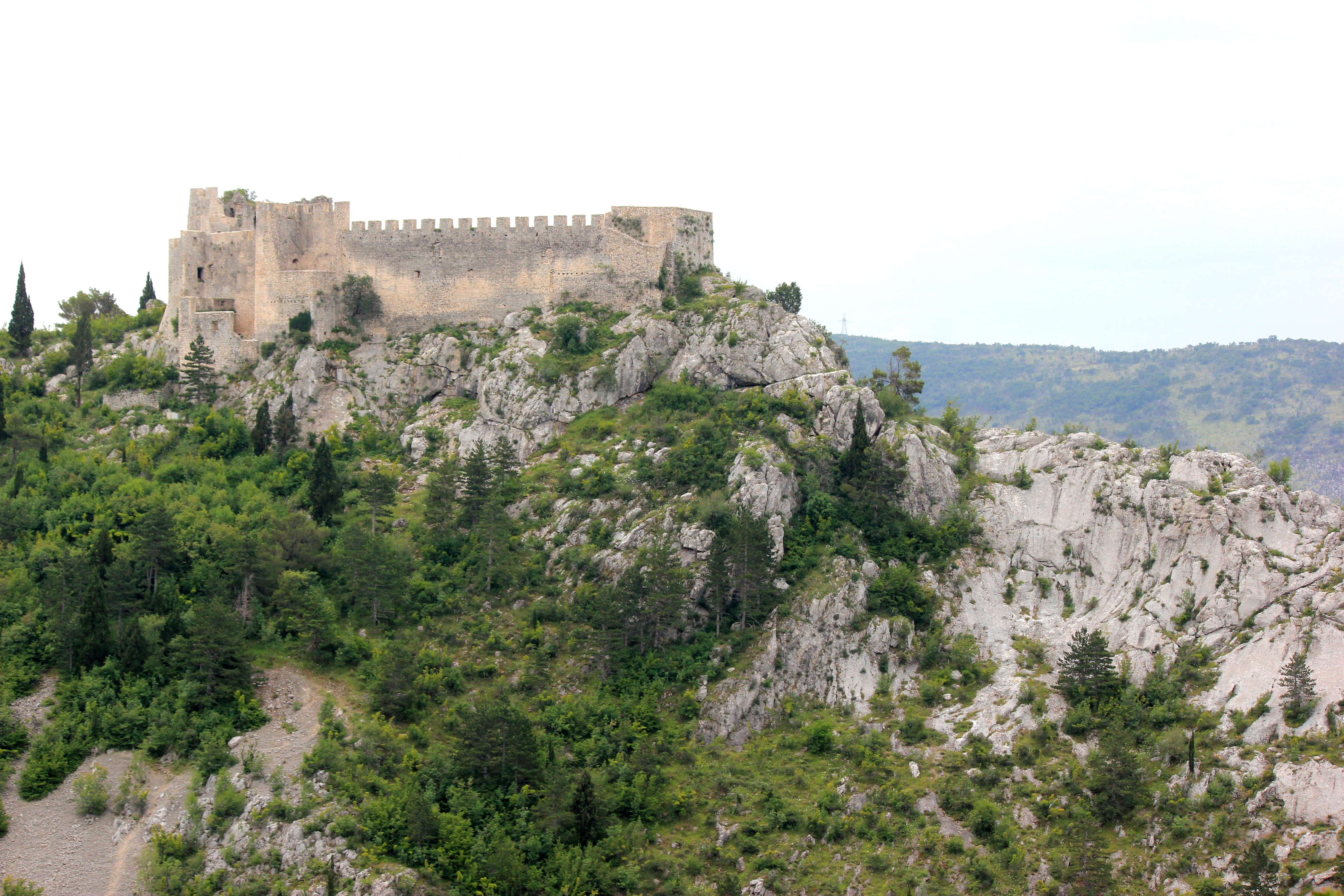
Ansicht von Norden

Der illyrische Stamm Daorsi (Dauersii, Daorsei) baute zwischen dem 3. und 2. Jahrhundert v. Chr. eine befestigte Siedlung auf dem Gipfel am Oberlauf der Buna. Die Römer wandelten diese in ein Feldlager (castrum) um. Im 10. Jahrhundert hatte sich die auf den Ruinen der alten römischen Festungsmauern errichtete Burg zum Mittelpunkt der Hum-Region entwickelt. In der Folgezeit machten sich verschiedene Herrscher die Festungsstadt zu eigen: im 11. Jahrhundert besetzten die Fürsten von Zeta aus dem Kernland des heutigen Montenegro die Burg. Anschließend wurde sie vom serbischen Fürsten Stefan Nemanja beherrscht. Im ersten bosnischen Staat gelangte die Burg in den Besitz der bosnischen Könige und im Jahr 1428 in den Besitz der Feudalfamilie Kosača. Bevor die Türken die Region eroberten, kam die Festung schließlich in den Besitz des Herzogs Stjepan Vukčić Kosača. Von seinem Vornamen leitet sich der heutige Name der Festung ab. Im Jahr 1465 eroberten die Türken die Burg und erweiterten sie durch große Türme, fünf Schanzen, ein Verlies und eine Moschee. Der Eingang wurde durch eine eisenbeschlagene Tür geschützt. Im Jahr 1827 wurde die Anlage bei einem Erdbeben schwer beschädigt und schließlich 1835 verlassen.

## Sonstiges
Die bosnische Königin Katarina Kosača-Kotromanić wurde hier geboren.